# O Bispo: A História Revelada de Edir Macedo
O Bispo: A História Revelada de Edir Macedo é um livro biográfico que retrata a vida de Edir Macedo, bispo fundador da Igreja Universal do Reino de Deus e atual proprietário da RecordTV. Seus autores são Douglas Tavolaro, então diretor de jornalismo da RecordTV, e Christina Lemos, repórter especial da emissora em Brasília. O livro foi publicado em outubro de 2007.
Além das livrarias, lojas de departamentos e da internet, o livro também foi vendido nos templos da Igreja Universal. Assim que foi lançada, a biografia de Macedo fez grande sucesso de vendas. A maior parte das tiragens foi vendida nas unidades da IURD.

## Conteúdo
O livro traz todas as notícias que obteve grandes repercussões como a cobrança de dízimo, a prisão no dia 24 de maio de 1992, acusado de charlatanismo, curandeirismo e estelionato, o desafeto com a Rede Globo no começo dos anos 90, devido à "guerra" declarada pela emissora carioca: em 1995 a emissora do Roberto Marinho colocou no ar a minissérie "Decadência", na qual o ator Edson Celulari interpretava um pastor evangélico inescrupuloso, que usava a igreja e os fiéis para benefício próprio, e a compra da emissora Rede Record.